# 2756 Dzhangar
2756 Dzhangar (1974 SG1) là một tiểu hành tinh vành đai chính được phát hiện ngày 19 tháng 9 năm 1974 bởi Chernykh, L. ở Nauchnyj.